# Giampietrino
Giovan Pietro Rizzoli (écrit Ricci ou Rizzi), dit  Giampietrino, actif entre 1508 et 1549 à Milan, est un peintre italien de la Renaissance appartenant à l'école lombarde.

## Biographie
Giampietrino a été un élève de Léonard de Vinci dont il a largement contribué à la diffusion des œuvres tardives en adaptant nombre de ses présentations, mais il a également produit ses propres compositions.
Il a été un peintre très productif de grands retables, de Madones, de figures féminines saintes ou mythologiques.
On lui attribue une copie de la Cène à la Royal Academy of Arts de Londres, exécutée  vers 1515.
Il est l'auteur d'un Salvator Mundi anciennement attribué à Leonard de Vinci, qui était dans la collection de Charles Ier d'Angleterre, tableau qui est aujourd'hui au Musée Pouchkine à Moscou.

## Œuvres

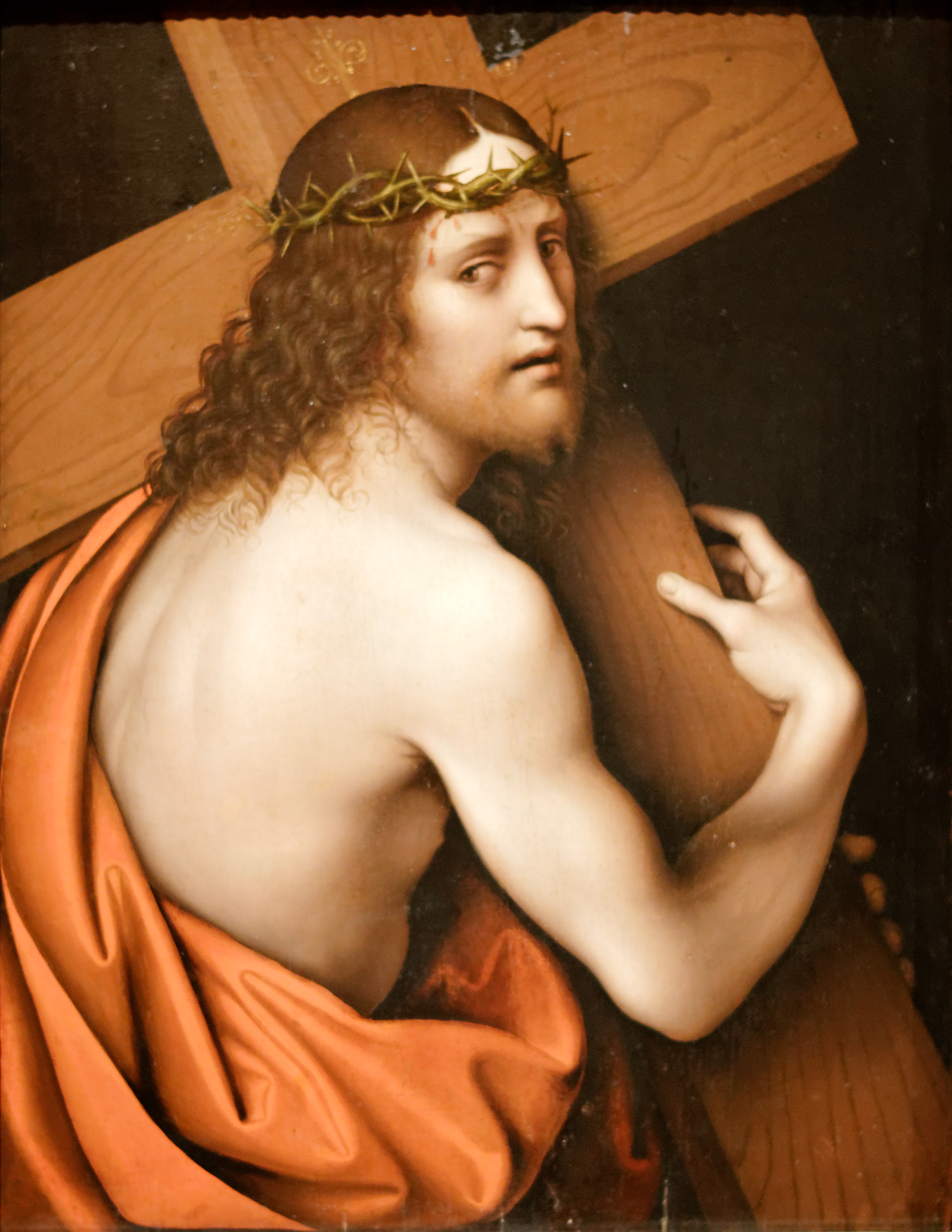
Christ portant la croix,
Musée des beaux-arts de Budapest.

- Au Musée du Louvre, Paris, France : 
  - La Mort de Cléopâtre.
- À la Pinacothèque de Brera : 
  - La Maddalena seduta in preghiera,
  - La Maddalena a mezza figura,
  - Vergine col Bambino e l'agnellino,
  - Madonna col Bambino (Madonna della mela).
- À la Pinacothèque Ambrosienne :
  - Cristo schernito,
  - Adorazione del Bambino con San Rocco, tempera et huile sur tableau de 150 × 120 cm.
- Au  Musée Bagatti Valsecchi :
  - Cristo Redentore, Beata Maria Vergine e Bambino Gesù, Santi.
- Au Musées civiques de Pavie :
  - Madeleine, huile sur toile de 55 × 43 cm
- Au musée de Cassel :
  - Leda con i suoi figli, huile sur toile de 128 × 106 cm
  - Madonna con Bambino con San Giacomo e San Michele Arcangelo, huile sur toile de 61 × 74 cm
- À la  National Gallery de Londres :
  - Cristo che porta la Croce, huile sur panneau de peuplier de 59,7 x 47 cm
  - Salomé, huile sur panneau de peuplier de 68,6 × 57,2 cm
- Au  Chazen Museum of Art, Madison, Wisconsin, États-Unis :
  - Lucrezia Romana, huile sur panneau de 14,9 × 11,2 cm
- Collezione Samuel H. Kress :
  - Cleopatra, huile sur panneau d'acajou de 75,9 × 53,7 cm
- Musée des beaux-arts de Rouen :
  - Saint Jérome pénitent, huile sur panneau de 49 × 37,7 cm
- Musée des beaux-arts de Nancy :
  - Christ au roseau.
- Musée Condé, Chantilly :
  - Tête de femme.
- Orléans, Musée des Beaux-Arts: 
  - Vénus et l’Amour, 1500-1550, huile sur bois, 66 x 53 cm[2]
- Musée de l'Ermitage à Saint-Pétersbourg :
  - Le Christ tenant le symbole de la trinité, huile sur panneau de peuplier de 73,5 x 56 cm, vers 1550
  - Marie de Magdala repentante, huile sur panneau de bois de 49 x 39 cm, vers 1600
  - Vierge à l'enfant, huile sur toile de 53,8 x 39,7 cm, vers 1520

## Sources
- (it) Cet article est partiellement ou en totalité issu de l’article de Wikipédia en italien intitulé « Giampietrino » (voir la liste des auteurs).